# My Cosmos Is Mine
My Cosmos Is Mine är en låt av den brittiska gruppen Depeche Mode. Den utgavs som singel den 9 mars 2023 och i en remix-version 16 juni 2023. "My Cosmos Is Mine", som finns med på albumet Memento Mori, är gruppens femtiofjärde singel totalt.

## Låtlista
Alla låtar är skrivna och komponerade av Martin L. Gore. 
| 1. | My Cosmos Is Mine (ANNA Remix) | 8:01 |

| 1. | My Cosmos Is Mine (ANNA Remix)     | 8:01 |
| 2. | Speak to Me (HI-LO Extended Remix) | 5:55 |